# Mednarodna zveza za fotografsko umetnost
Fédération Internationale de l'Art Photographique (slovensko: Mednarodna zveza za fotografsko umetnost; kratica FIAP) je mednarodna federacija nacionalnih fotografskih zvez (trenutno več kot 85). Ustanovljena je bila leta 1946.
Fotografska zveza Slovenije je tudi članica federacije.

## Artiste FIAP
Zveza fotografom podeljuje častni naziv Artiste FIAP (AFIAP). Prosilec za odlikovanje AFIAP mora:
- najmanj 5 let uspešno sodelovati na mednarodnih salonih pod pokroviteljstvom FIAP; od njegovega prvega sprejetega dela mora torej preteči najmanj 5 let.
- sodelovati mora uspešno na najmanj petih mednarodnih salonih pod pokroviteljstvom FIAP v najmanj treh različnih deželah.
- dokazati, da je imel sprejetih najmanj 5 različnih del (fotografij ali diapozitivov, ali digitalnih posnetkov) skupno najmanj desetkrat na salonih pod pokroviteljstvom FIAP.